# لیودمیلا یگورووا
لیودمیلا یگورووا (روسی: Людмила Борисовна Егорова؛ ۲۴ فوریه ۱۹۳۱ – ۲۱ مه ۲۰۰۹) ژیمناست هنری اهل شوروی بود.
وی در مسابقات کشوری و بین‌المللی در مجموع برندهٔ ۱ مدال طلا، ۱ مدال برنز شده‌است.